# Кларксвил (Ајова)
Кларксвил (енгл. Clarksville) град је у америчкој савезној држави Ајова. По попису становништва из 2010. у њему је живело 1.439 становника.

## Демографија
Према попису становништва из 2010. у граду је живело 1.439 становника, што је -2 (-0.1%) становника више него 2000. године.
| Група             | 2000.         | 2010.         |
| Белци             | 1.425 (98,9%) | 1.397 (97,1%) |
| Афроамериканци    | 0 (0,0%)      | 2 (0,1%)      |
| Азијати           | 3 (0,2%)      | 6 (0,4%)      |
| Хиспаноамериканци | 5 (0,3%)      | 17 (1,2%)     |
| Укупно            | 1.441         | 1.439         |